# Ariulf de Spolète
Ariulf (ou Hariulf) est le second duc du duché lombard de Spolète.
Fils et successeur du duc Faroald en 591 ou 592. Il remporte de nombreux succès contre les Byzantins, s'emparant de plusieurs cités et contrôlant notamment la Via Flaminia. Il meurt en 602, l'un de ses frères Théodelap lui succède.  

## Sources
- Paul Diacre, Histoire des Lombards.